# Jorge César de Figanière
Jorge César de Figanière e Morão (Rio de Janeiro, 4 de abril de 1813 — Lisboa, 14 de abril de 1888), mais conhecido por Jorge César de Figanière, foi um bibliófilo e bibliógrafo notável e um escritor polígrafo. Durante muitos anos pesquisou e reuniu monumentos raros e curiosos da história política, literária e artística de Portugal, revelando-se um grande colecionador de bibliografia portuguesa. Colaborou com Alexandre Herculano e Inocêncio Francisco da Silva. Distinguiu-se como autor da Bibliographia historica portugueza e de um Epitome chronologico da Historia dos Reis de Portugal.

## Biografia
Jorge César de Figanière nasceu na cidade do Rio de Janeiro a 4 de abril de 1813, e foi batizado a 28 de junho do dito ano na igreja paroquial de Nossa Senhora da Candelária da mesma cidade, filho de César Henrique de Figanière, de origem francesa, e de sua esposa Violante Rosa Morão, filha do jurisconsulto João Carlos Morão Pinheiro. O pai era um oficial de marinha, oriundo de Marselha, que abandonara a França devido à sua adesão à causa dos Bourbons em 1792. Depois de uma passagem pela marinha inglesa, com o posto de tenente, tranferiu-se para a Marinha de Guerra Portuguesa, onde em 1797 foi nomeado capitão-tenente. Foi naturalizado português em 1821, por decisão das Cortes Constituintes, tendo falecido em Lisboa, a 31 de outubro de 1830, no posto de capitão-de-mar-e-guerra. Jorge César de Figanière foi irmão do conselheiro Joaquim César de Figanière e Morão, e tio do dipomata e escritor Frederico Francisco Stuart de Figanière e Morão, 1.º e único visconde de Figanière.
Frequentou o curso da aula do Comércio de Lisboa, mas durante as lutas liberais emigrou para Inglaterra, de onde partiu para a ilha Terceira, onde esteve acantonado e começou a servir no Regimento de Voluntários da Rainha em 26 de março de 1832. Integrou o Exército Libertador que desembarcou no Mindelo. Ficou aquartelado no Porto a partir de 8 de julho daquele ano.
Foi ferido gravemente no reconhecimento de Valongo, recontro ocorrido no dia 22 de julho daquele mesmo ano. Em 15 abril de 1833 passou para o Batalhão de Empregados Públicos do Porto, no qual serviu até à sua dissolução. De 15 de dezembro de 1840 até 12 de julho de 1841 pertenceu ao 1.º Batalhão Nacional de Voluntários da Rainha de Lisboa e de 24 novembro de 1846 até 23 de dezembro de 1851 ao Batalhão Empregados Públicos da mesma cidade.
Entretanto, ainda durante o Cerco do Porto, a 7 de dezembro de 1832, foi nomeado empregado da Secretaria de Estado dos Negócios da Guerra, iniciando uma carreira que o levou a amanuense de 2.ª classe da mesma Secretaria de Estado em 23 de julho de 1833, já em Lisboa, de 1.ª classe em 20 de setembro de 1834 e a oficial graduado em 16 de julho de 1842.
Após a autonomização da pasta dos Negócios Estrangeiros, em 10 de abril de 1844 passou para o serviço da Secretaria de Estado dos Negócios Estrangeiros, com a mesma graduação, sendo promovido a oficial ordinário em 5 de setembro de 1846. A 20 de março de 1849 foi nomeado chefe da 3.ª Repartição da Secretaria de Estado dos Negócios Estrangeiros.
Foi nomeado sub-diretor da direção política do Ministério dos Negócios Estrangeiros em 20 de dezembro de 1869. Foi promovido em 5 de fevereiro de 1881 para o lugar de diretor dos Negócios Políticos do Ministério dos Negócios Estrangeiros, o qual, pela lei então vigente, tinha a categoria de ministro plenipotenciário de segunda classe. 
Nas suas funções no Ministério dos Negócios Estrangeiros, foi incumbido da coordenação e revisão de todos os documentos e traduções de documentos relativos à Questão de Bolama, publicadas in-folio em 1869 e 1870,. Coube-lhe preparar as considerações acerca do direito que a coroa de Portugal reclamava à soberania sobre a ilha de Bolama, documento datado de 5 de junho de 1861, e a redação uma boa parte dos documentos que sobre esta matéria foram publicados. O documento principal foi reproduzido no tomo XXVI do Suplemento à coleção de tratados, convenções, contratos e actos publicos, da autoria de Júlio Firmino Júdice Biker. Figanière fora nomeado, por portaria do Ministério dos Negócios Estrangeiros de 2 de julho de 1861, para, na qualidade de secretário, coadjuvar o plenipotenciário português, António José de Ávila, o futuro duque de Ávila e Bolama, então conde de Ávila, nas negociações relativas à questão. Ainda acerca deste assunto escreveu em 1866 um artigo que, com leves alterações, apareceu reproduzido na Gazeta do Povo, n.° 162, de 9 de abril de 1870. 
Também contribuiu para os relatórios (os Livros brancos), apresentados às cortes em 1872, 1873, 1876 e 1877, com numerosos documentos, que se destacam pela sua importância, pertencendo-lhe exclusivamente a coordenação e revisão de todos os documentos que respeitam a questão sobre o direito da Coroa de Portugal sobre a parte sul da Baía de Lourenço Marques, no diferendo entre Portugal e a Grã-Bretanha sobre a posse da Delagoa Bay, a Questão da Baía de Lourenço Marques, conhecida na diplomacia britânica pela Lourenço Marques-Delagoa bay question. O pleito foi decidido em 1875 a favor das pretensões portuguesas.
Por se achar, porém, fisicamente impossibilitado de continuar no exercício das funções no Ministério, em consequência de um ataque de paralisia que lhe sobreveio, requereu a aposentação, que lhe foi concedida por decreto de 19 de janeiro de 1882, «em atenção aos seus longos, efetivos e bons serviços, e ao zelo e inteligência com que pelo espaço de quarenta e nove asnos serviu o Estado».
Foi agraciado com o título do Conselho de Sua Majestade por decreto de 18 de junho de 1870. Era comendador da Ordem de Cristo, comendador da Ordem de Isabel a Católica de Espanha, cavaleiro de número extraordinário da Ordem de Carlos III de Espanha, comendador da Ordem do Salvador da Grécia, comendador da Ordem de São Maurício e São Lázaro de Itália, comendador da Ordem de Vasa da Suécia, cavaleiro da Imperial Ordem da Rosa do Brasil e cavaleiro de 2.ª classe da ordem otomana de Nichan Iftikhar (turco otomano: نشانِ افتخار, Nichani-Iftihar; Ordem da Glória (otomana)). Pela sua participação na Guerra Civil Portuguesa foi-lhe concedida a Medalha de D. Pedro e D. Maria, das Campanhas da Liberdade, algarismo n.° 3.
Foi sócio correspondente da Academia das Ciências de Lisboa (eleito em sessão de 9 de julho de 1874), sócio correspondente do Instituto Histórico e Geográfico Brasileiro, membro correspondente da Real Sociedade Geográfica de Londres e sócio efetivo da Real Associação dos Arquitetos e Arqueólogos Portugueses. Foi um dos sócios fundadores da Sociedade de Geografia de Lisboa, na qual desempenhou vários cargos, e vogal efetivo da Comissão Central Permanente de Geografia. Foi membro do Conservatório Real de Lisboa.

## Obras
Para além da sua carreira nos Negócios Estrangeiros, Jorge César de Figanière foi um bibliófilo apaixonado, com grandes conhecimentos de bibliografia, que dedicou boa parte da sua vida, e dos seus recursos económicos, à pesquisa e coleção de obras de temática portuguesa. Ocupou-se durante muitos anos da «da pesquisa e reunião de todos os monumentos raros e curiosos, que possam dizer respeito à [...] história política, literária e artística [portuguesa], merecendo-lhe mais particular predileção aqueles, que por menos volumosos escapam despercebidos aos olhos de muitos, ou são talvez desprezados por outros, como insignificantes e de pouco valor. À custa de perseverança, não poupando diligência e dispêndio, [...] [conseguiu] reunir uma copiosa e seleta coleção, que compreendendo muitos livros raros, e de estima, e muitos retratos, cartas e gravuras de preço, é sobretudo abundantíssima em opúsculos e papéis vários portugueses, saídos das [...] tipografias nos séculos XVI e seguintes, até o atual, todos pouco vulgares, e entre eles alguns de primeira raridade.». A obra teve ampla repercussão, sendo notícia em várias publicações da época.
A sua principal obra é a monumental Bibliographia historica portugueza, : ou Catalogo methodico dos auctores portuguezes, e de alguns estrangeiros domiciliarios em Portugal, que tractaram da historia civil, politica e ecclesiastica d'estes reinos e seus dominios, e das nações ultramarinas, e cujas obras correm impressas em vulgar; onde tambem se apontam muitos documentos e escriptos anonymos que lhe dizem respeito, saída a público em 1850. A obra descreve 1994 obras e inclui em adenda a transcrição dos juízos e apreciações críticas, que a respeito da obra, por ocasião do seu apparecimento, apresentaram vários jornais de Lisboa.
A obra é um exacto e consciencioso trabalho bibliográfico, começado, segundo declara o autor, em 1841 e concluído em 1844, no qual se procede à enumeração e descripção de obras e opusculos de todos os formatos e dimensões, e na qual se dão pela primeira vez à conhecer alguns dos mais raros monumentos históricos. Para além da descrição de obras pouco conhecidas, foram corrigidas as inexactas descrições que de algumas haviam feito bibliógrafoss anteriore. Entre as obras com descrição corrigida contam-se a Relação da Ethiopia do patriarcha D. João Bermudes, o Livro da viagem de Marco Polo e Nicolau Veneto, a Relação do descobrimento da Florida e a identificação da segunda edição das Chronicas de Fr. Marcos de Lisboa.
Com referência à esta obra, Inocêncio Francisco da Silva, num parecer datado de 12 de maio de 1874, afirma o seguinte: «Esta monografia, que compreende a descrição e indicações bibliográficas relativas à 1994 obras, todas ocularmente verificadas pelo autor, constitui decerto um valioso trabalho, fruto de acuradas investigações, e sobretudo notável pela escrupulosa exatidão com que foi elaborado, como de quem se propôs dar única e exclusivamente conta do que tivesse visto, não confiando em informações e apontamentos alheios, que muitas vezes induzem a erro. Era, além disso, quando saiu a público, uma obra por assim dizer original entre nós, sob o ponto de vista escolhido pelo autor, e disposta com método e regularidade tais, que prestava, e ainda agora presta, indispensáveis subsídios à todos que pretendem conhecer à história do país. Ali apareceram pela primeira vez descritos, com minuciosa exatidão, os títulos de muitos livros e opúsculos menos conhecidos, e de alguns quase de todo ignorados dos nossos bibliógrafos».
A obra foi aprovada pelo Conselho Geral de Instrução Pública para poder ser consultada nas cadeiras de história de instrução secundária, conforme à portaria de 11 de agosto de 1863, inserta no Diário de Lisboa, n.° 188, de 25 do dito mês e ano. 
Outra obra de vulto é intitulada Epitome chronologico da Historia dos Reis de Portugal, ordenado por J. C. de F., com, os mais verdadeiros retratos que se puderam achar, gravados em madeira por M. M. B. P., publicada em Lisboa no ano de 1838. Apesar da edição se ter egotado, e do autor se propor produzir nova edição com aditamentos consideráveis, tal parece não ter ocorrido.
Também se dedicou a estudos genealógicos, elaborando uns Apontamentos genealogicos sobre a sua família, que não terá publicado (ver entrada n.º 2087 no Dicionário Bibliográfico de Inocêncio). O manuscripto incluía 4 tábuas desdobráveis e apontamentos consagrados à memória de Cesar Henrique de la Figanière e um texto intitulao «O conselheiro Jorge Cesar de Figanière. Apontamentos biográficos escritos por ele mesmo».
Afora os escritos citados, publicou em diferentes períodos muitos artigos sobre espécies diversas em vários jornais literários de Lisboa. É autor de numerosos artigos em jornais literários e científicos e várias monografias. Entre muitas outras, é autor das seguintes publicações:
- Epitome chronologico da Historia dos Reis de Portugal, ordenado por J. C. de F., com, os mais verdadeiros retratos que se puderam achar, gravados em madeira por M. M. B. P. Lisboa, Typ. da Sociedade Propagadora dos Conhecimentos Úteis, 1838.
- Bibliographia historica portugueza, ou Catalogo metódico dos auctores portuguezes, e de alguns estrangeiros domiciliarios em Portugal, que tractaram da Historia civil, politica e ecclesiastica d'estes reinos e seus dominios, e das nações ultramarinas; e cujas obras correm impressas em vulgar: onde também se apontam muitos documentos e escriptos anonymos que lhe dizem respeito. Lisboa, Typ. do Panorama, 1850.
- «Instituição das ordens militares em Portugal», conjunto de três artigos: «I. Ordem de Avis», Panorama, n.º 126, de 28 de setembro de 1839; «II. Ordem de S. Tiago», Panorama, n.º 146, de 16 de fevereiro de 1840; «III. Ordem de Christo», Panorama, n.º 152, de 28 de março de 1840.[17]
- «Rendimento da Fortaleza d'Angra (16 de março de 1642)», Revista Universal Lisbonense, 1842-1843 , Tomo II, p. 323.
- «Bibliographia artistica. Catalogo das obras impressas em vulgar sobre Bellas-Artes», Revista Universal Lisbonense, n.° 6, de 4 de novembro de 1841.
- «Casas Mortuarias», Revista Universal, 2.ª série, n.° 28, de 15 de junho de 1848.
- «Moedas correntes no reino, que se cunharam em Portugal e no Brasil no reinado do Sr. D. João V», Panorama, n.º 28 e n.º 29, de 14 e 21 de julho de 1855.
- «A Biblia dos Jeronymos», Archivo Pittoresco, n.° 50, Junho de 1858.[18]
- «Álvaro Gonçalves Coutinho (o Magriço) defensor das damas inglesas». Correio das damas, n.° 7, de 1 de abril de 1836.
- «Quatro Commemorações do mez de março», Revista Universal lisbonense, tomo II, 1843, pp 208, 307, 323 e 334.
- «Alguns documentos interessantes para a historia das reclamações feitas pelos Estados Unidos da América a Portugal. Traduzidos do inglês», A esperança, 1853, n.° 147, 150 e 157, precedidos de um pequeno artigo da redação.
- «A Grammatica japoneza, publicada em Leyde, no anno de 1868, pelo dr. Hoffmann», Jornal do commercio, edição de 27 de janeiro de 1869.
- «Acerca da versão inglesa feita por mr. Buckingham Smith, e impressa em Nova York em 1866, da obra portuguesa "Relação do descobrimento e conquista da Florida"», Jornal do commercio, edição de 25 de abril de 1866.
- «A Real Sociedade Geographica de Londres», Jornal do commercio, edição de 28 de dezembro de 1872.
- «Lacerda's Journey to Casembe in 1789, translated and annotated by Captain R. F. Burton», Jornal do commercio, edição de 12 de novembro de 1873.
- «Inscripções sepulchraes em Ormuz», Jornal do commercio, edição de 3 de junho de 1874.
- «Carta dirigida ao sr. conselheiro José Silvestre Ribeiro, em que se trata da creação da impressão regia no Rio de Janeiro, seguida da Resposta à mesma carta», Diário ilustrado, edições de 1 e 2 de dezembro de 1874.[19]
- «Carta ao sr. redactor do Conimbricense acerca do periodico litterario intitulado O anonymo», Conimbricense, edição de 26 de maio de 1877.
- Artigo à propósito da obra do sr. Augusto Carlos Teixeira de Aragão, Descripção geral e historica das moedas cunhadas em nome dos reis, regentes e governadores de Portugal, Diario de noticias, edição de 25 de outubro de 1877. O artigo foi reimpresso em folha de grande formato, à maneira de programa, com estampas.
- «Numismática portuguesa», Boletim da Real Associação dos Architectos e Archeologos Portuguezes, tomo I (2.ª série, 1874), n.° 2, pp. 26-28.
- «Cemiterios publicos. Providencias que se deram nos fins do século passado para à sua construção em Lisboa», Boletim da Real Associação dos Architectos e Archeologos Portuguezes, tomo I (2.ª série, 1876), n.º 10, pp. 155-156.
- «Sphragistica brazileira. Dominio hollandez» (com uma estampa), Boletim da Real Associação dos Architectos e Archeologos Portuguezes, tomo II (2.ª série, 1878), n.° 7, pp. 106-108.
- «Bairros de Roma», nota inserta no tomo III, parte I, pp. 227-236, dos Fastos de Ovidio, tradução do visconde de Castilho.

No Vol. 8, No. 3, 1863 - 1864, dos Procedings of the Royal Geographical Society, publicado em maio de 1864, pp. 105-107, consta o extrato de uma carta que Jorge César de Figanière dirigiu a Alfredo Duprat, 1.º visconde de Duprat, cônsul-geral de Portugal em Londres, a respeito das línguas de Angola e Moçambique. O extrato foi publicado sob o título «Notes on the Language of South Africa. Extract of a letter from le command. J. C. de Figanière, Honorary Corresponding Member R. G. S.». No número imediato daquela publicação, p. 157, saíram algumas erratas e aditamentos. Na alocução do presidente Sir Henry Rawlinson, de 26 de maio de 1873, publicado no vol. 17, n.° 4, dos ditos Procedings, pp. 241 e 212, e no volume correspondente do Jornal da sociedade, pp. 19-160, foram incorporados apontamentos biográficos, redigidos por Figanière sobre os falecidos membros correspondentes honorários daquela Real Sociedade, Joaquim José da Costa de Macedo e Fernando da Costa Leal.